# Rapsodia de sangre
Rapsodia de sangre és una pel·lícula dramàtica espanyola estrenada el 1958 i dirigida per Antonio Isasi-Isasmendi. Rodada a Barcelona i Bilbao, també té un fort caire anticomunista i és ambientada en la revolució hongaresa de 1956, utilitzant també imatges d'arxiu.

## Sinopsi
El jove pianista Andras Pulac es nega a fer un concert en honor d'un alt dirigent soviètic com a protesta per la invasió soviètica d'Hongria, però aquesta negativa perjudica als organitzadors d'una manifestació contra el règim que utilitzaven el seu concert com a consigna. En assabentar-se accepta i decideix casar-se amb la seva promesa Maria Kondor. Mentrestant, la forta repressió comunista als carrers provoca la ira popular que desferma una revolució.

## Premis
Medalles del Cercle d'Escriptors Cinematogràfics
| Any  | Categoria              | Pel·lícula       | Resultat   |
| ---- | ---------------------- | ---------------- | ---------- |
| 1958 | Millor actor secundari | Francisco Piquer | Guanyadora |